# Буес
Буес (фр. Bouesse) насеље је и општина у централној Француској у региону Центар (регион), у департману Ендр која припада префектури Шаторо.
По подацима из 2011. године у општини је живело 369 становника, а густина насељености је износила 15,25 становника/km². Општина се простире на површини од 24,19 km². Налази се на средњој надморској висини од 186 метара (максималној 242 m, а минималној 144 m).

## Демографија
| 1962. | 1968. | 1975. | 1982. | 1990. | 1999. | 2011. |
| ----- | ----- | ----- | ----- | ----- | ----- | ----- |
| 408   | 465   | 416   | 430   | 416   | 398   | 369   |

График промене броја становника у току последњих година